# Себастијан Ђовинко
Себастијан Ђовинко (итал. Sebastian Giovinco; Торино, 26. јануар 1987) италијански је фудбалер који игра на позицији нападача и тренутно наступа за Сампдорију.

## Детињство
Ђовинко је рођен у Торину. Родитељи су му с југа Италије, Сицилије и Калабрије. Одрастао је у Беинаску, југозападном предграђу Торина у породици навијача Милана. Јувентусовој омладинској школи прикључио се када је имао 9 година. Његов млађи брат Ђузепе такође је играо у млађим узрастима за Јувентус.

## Клупска каријера

### Јувентус
Ђовинко је дебитовао за Јувентус 12. маја 2007. године у Серији Б против Болоње када је ушао као замена за Рафаела Паладина. Дебитовао је асистенцијом за погодак Давида Трезегеа. Након тога играо је на позицији Алессандра Дел Пјера као полушпица.

### Позајмица у Емполи
Ђовинко је у јулу 2007. послат на позајмицу у Емполи са добрим пријатељем и саиграчем Клаудиом Маркизијом. На позајмици је по први пут играо у купу Уефа, а 30. септембра 2007. године постигао је и свој први погодак у Серији А када је Емполи победио Палермо резултатом 3-1. Јавности је постао познатији након што је 4. новембра дао изједначујући погодак против Роме сличан Роналдињовом погодку против Енглеске на светском првенству 2002. Након испадања из лиге Емполија, враћен је у Јувентус.

### Повратак у Јувентус
У јулу 2008. Ђовинко и Маркизио враћени су у Јувентус након позајмице. Своју прву утакмицу за Јувентус одиграо је 24. септембра против Катаније. У игру је ушао у другом полувремену одмах направивши разлику на терену астистенцијом Амаурију за једини погодак на утакмици. 7. децембра дао је свој први погодак за Јувентус из слободног ударца у победи против Лечеа 2-1. У октобру 2008. потписао је уговор до лета 2013. године. Сезону је завршио са три постигнута погодка у свим такмичењима, укључујући и волеј против Болоње када је проглашен за играча утакмице у Јувентусовој победи од 4-1.
Упркос добрим играма није играо редовно па се није уклопио у 4-4-2 формацију тренера Ранијерија. Долазак Дијега у лето 2009. погоршао је ситуацију за Ђовинка но нови тренер Чиро Ферара потврдио је како ће Ђовинко бити замена за Бразилца. Након повреа Маура Каморанезија и Клаудија Маркизиа, Ђиовинко је добио прилику коју је искористио одличном игром у 5-1 победи против Сампдорије. Одласком Фераре и доласком Алберта Закеронија на место тренера још је ређе играо па је његову позицију преузео млади Антонио Кандрева који је у зимском прелазном року позајмљен од Удинезеа. У априлу 2010. повредио се на тренингу и пропустио остатак сезоне.

### Позајмица у Парму
У августу 2010. Ђовинко је позајмљен Парми на једногодишњу позајмици с правом откупа 50% уговора на крају сезоне. Први погодак за Парму постигао је 12. септембра из слободног ударца у поразу од Катаније 2-1. 6. јануара 2011. у гостујућој победи 4-1 против Јувентуса, матичног клуба, дао је два погодка. До краја сезоне опет је дао погодак Јувентусу, овога пута у победи 1-0. На крају сезоне Парма је искористила право куповине 50% Ђовинковог уговора након добре сезоне која је му је пружила шансу наступа и за репрезентацију Италије.

### Други повратак у Јувентус
Дана 19. јуна 2012. Парма је потврдила на својој службеној веб страници да је постигнут споразум са челницима Јувентуса и да ће се Ђовинко након две године вратити у Торино.

### Одлазак у Торонто
Током зимског прелазног рока 19. јануара 2015. године Ђовинко је договорио прелазак у канадски Торонто потписавши петогодишњи уговор, а екипи је требало да се прикључи у лето те године, одмах по истеку уговора са Јувентусом. Ипак, већ 2. фебруара, пет месеци раније него што је првобитно планирано, договорен је споразумни раскид уговора између Ђовинка и Јувентуса па је одлични нападач одмах отишао у Канаду.

## Трофеји

### Јувентус
- Првенство Италије (2) : 2012/13, 2013/14.
- Серија Б (1) : 2006/07.
- Суперкуп Италије (2) : 2012, 2013.

### Торонто
- Првенство Канаде (2) : 2016, 2017.
- МЛС куп (1) : 2017. (финале 2016)
- МЛС Сапортерс шилд (1) : 2017.